# Eschenbach (Lucerna)
Eschenbach é uma comuna da Suíça, no Cantão Lucerna.  Em 2017 possuía 3.589 habitantes. Estende-se por uma área de 13,21 km², de densidade populacional de 271,7 hab/km². Confina com as seguintes comunas: Ballwil, Buchrain, Emmen, Hochdorf, Inwil, Rain, Rothenburg.
A língua oficial nesta comuna é o alemão.